# ルイ・テオドール・フレデリック・コラドン
ルイ・テオドール・フレデリック・コラドン（Louis Théodore Frederic Colladon、 1792年8月25日 - 1862年4月25日）は、スイスの医師、植物学者である。マメ科のカッシア属（Cassia、和名ナンバンサイカチ属、当時はセンナ属 、カワラケツメイ属も含まれていた。）の植物の研究で知られる 。

## 略歴
ジュネーヴで生まれた。父親はアマチュア植物学者のジャン＝アントワーヌ・コラドン（Jean-Antoine Colladon）である。モンペリエ大学で医学を学び、学んだ教師にはオーギュスタン・ピラミュ・ドゥ・カンドールがいる。パリで医師を開業し、1822年にコレラが流行した時には治療に務めた.。
薬草として知られるカッシアに関する著書としては"Histoire naturelle et médicale des casses, et particulièrement de la casse et des sénés employés en médecine" (1816) やイギリスで出版された"Narrative of a descent in the diving-bell, &c. &c." (Edinburgh , 1821)などがある。
セリ科の属名、Colladonia（Heptapteraのシノニム?）に献名された.
。